# Геммригхайм
Геммригхайм (нем. Gemmrigheim) — община в Германии, в земле Баден-Вюртемберг.
Подчиняется административному округу Штутгарт. Входит в состав района Людвигсбург. Население составляет 3928 человек (на 31 декабря 2010 года). Занимает площадь 8,23 км².

## Фотографии

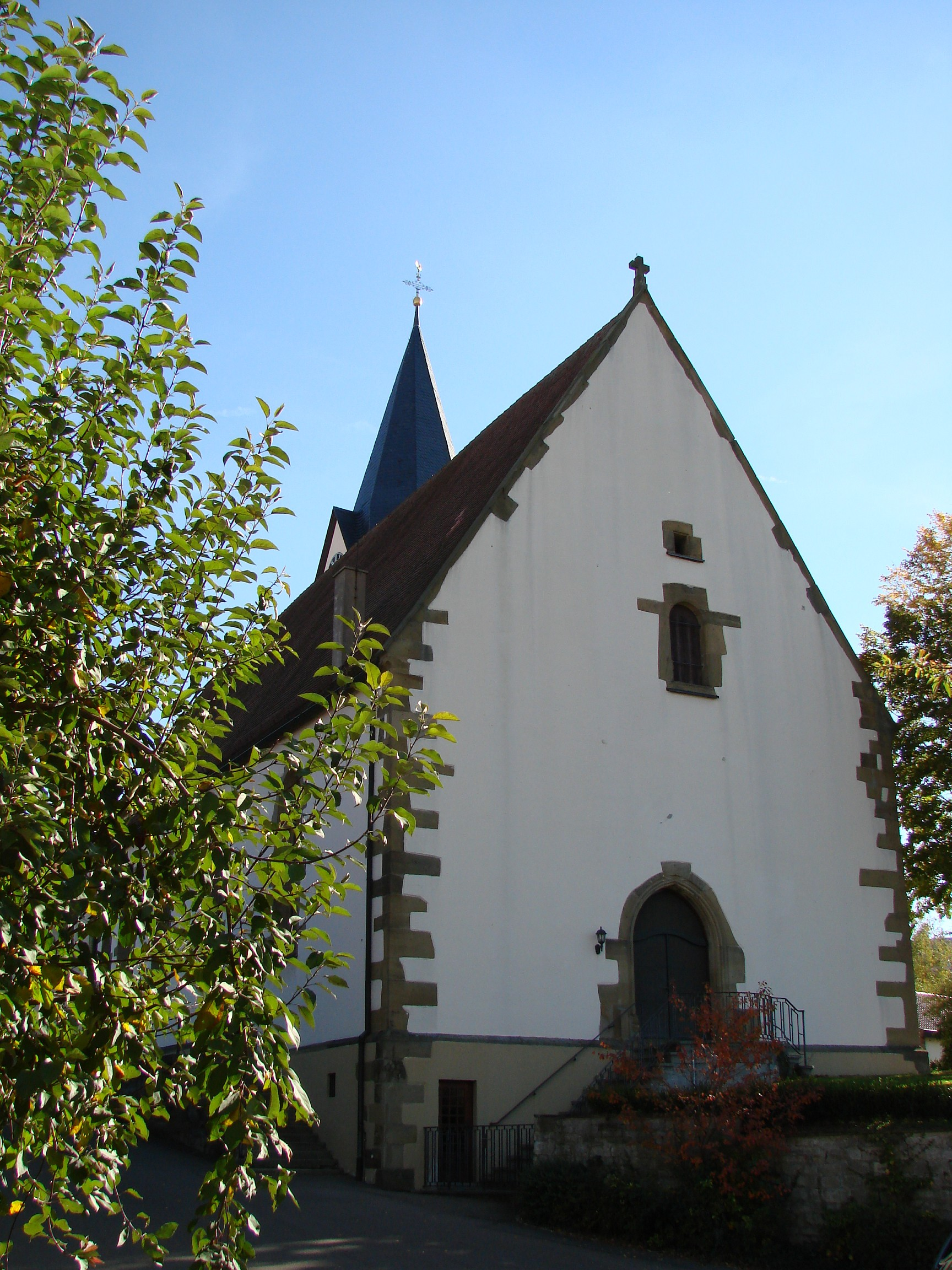
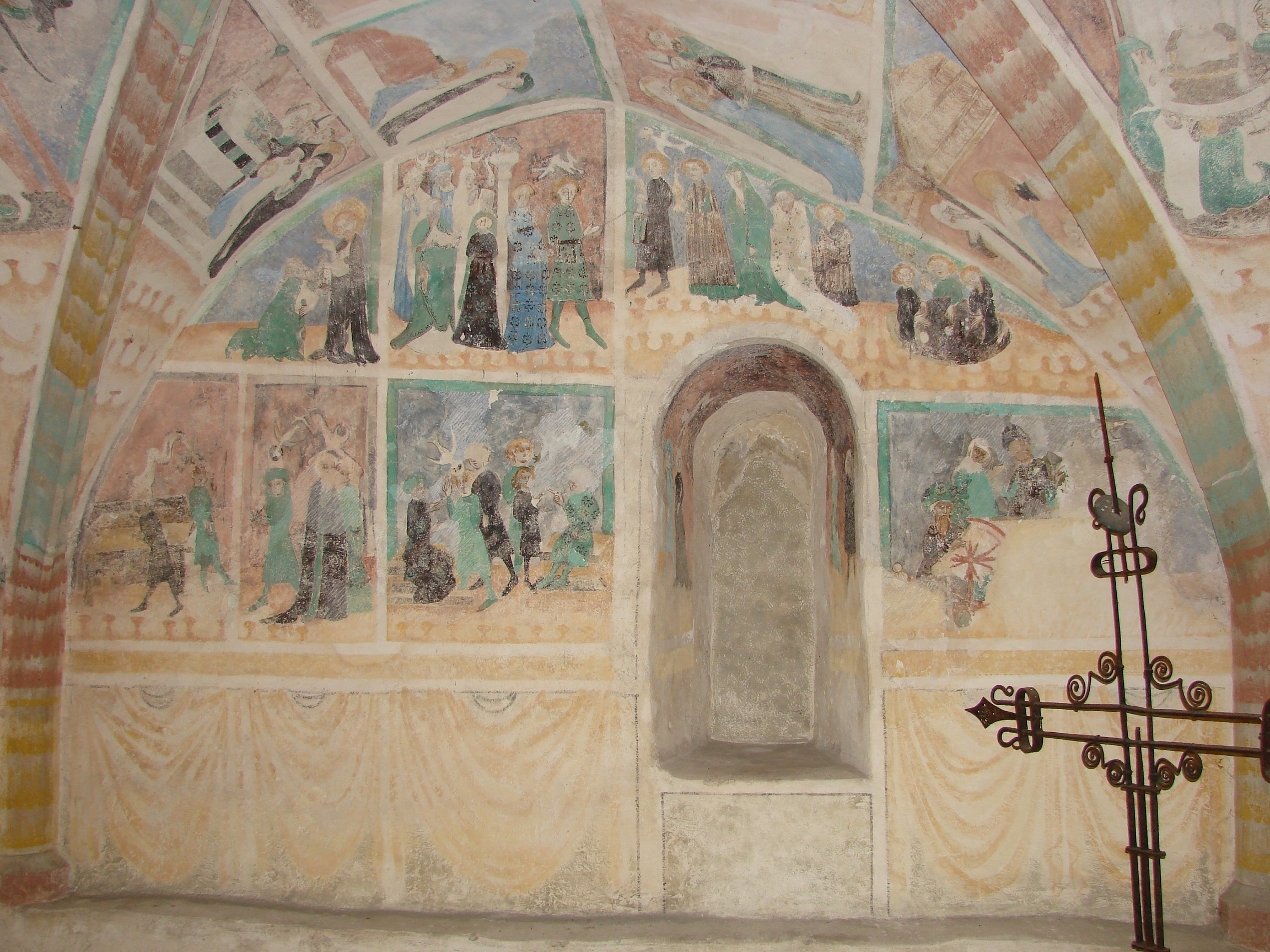
Башня
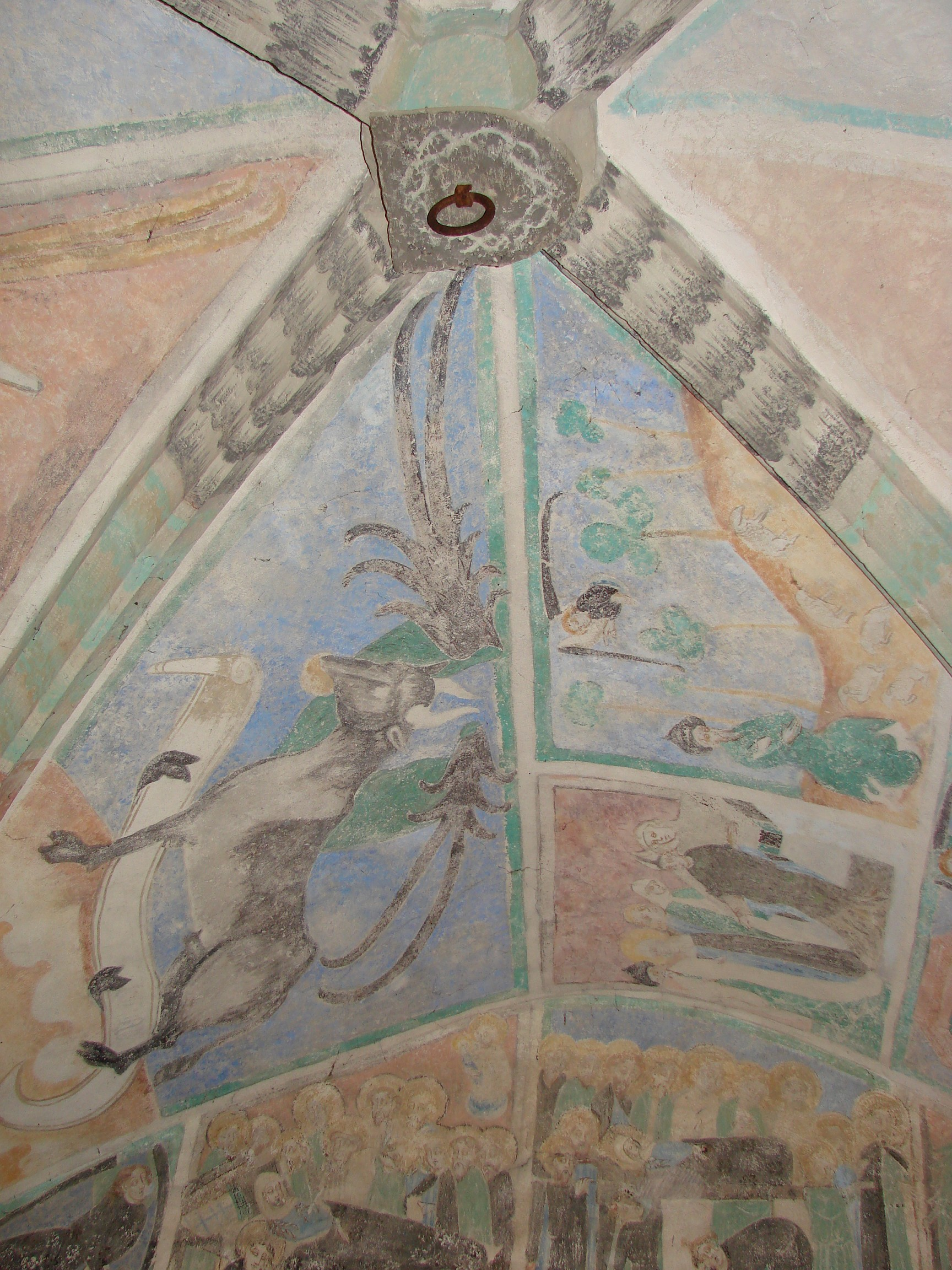
Башня
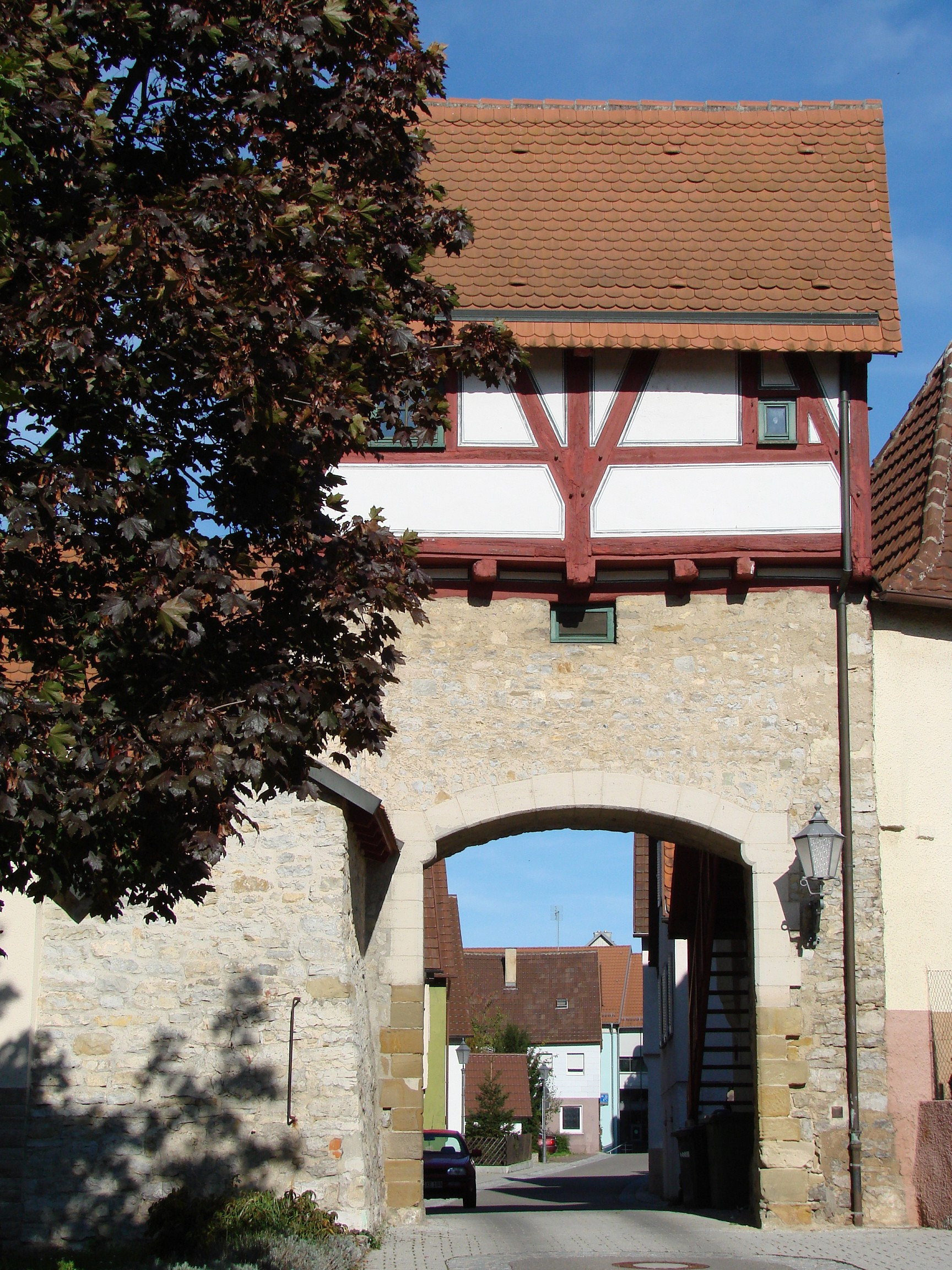
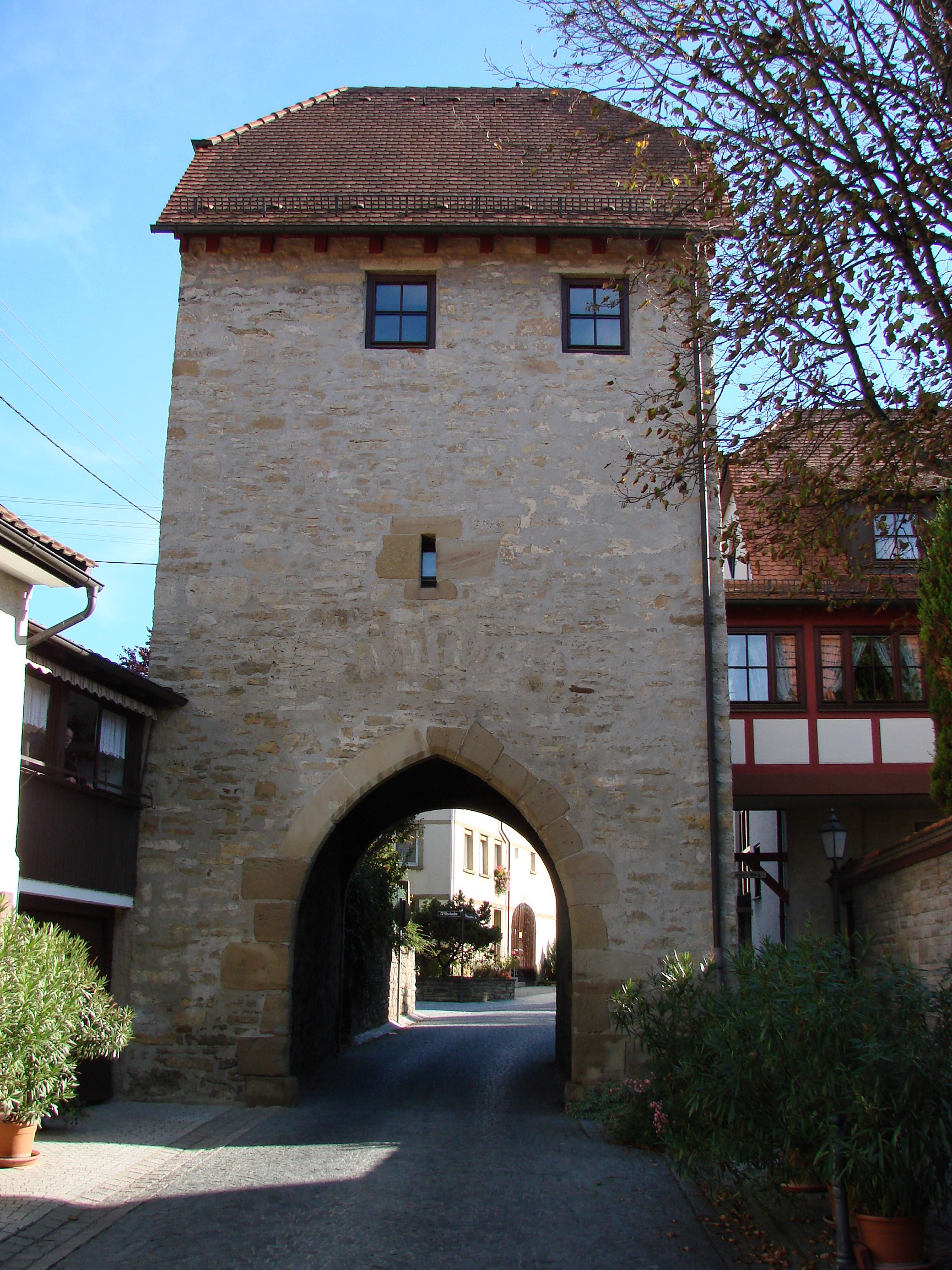